# Никифоров Сергій Юрійович
Сергій Юрійович Никифоров (6 лютого 1994, Бровари, Київська область, Україна) — український легкоатлет, що спеціалізується у стрибках у довжину, бронзовий призер чемпіонату Європи в приміщенні.

## Основні досягнення
| Рік  | Чемпіонат                     | Місце проведення        | Місце  | Результат |
| ---- | ----------------------------- | ----------------------- | ------ | --------- |
| 2015 | Молодіжний чемпіонат Європи   | Таллін, Естонія         | 14 (q) | 7.19 м    |
| 2016 | Чемпіонат Європи              | Амстердам, Нідерланди   | 21 (q) | 7.59 м    |
| 2017 | Чемпіонат Європи в приміщенні | Белград, Сербія         | 3      | 8.07 м    |
| 2017 | Чемпіонат світу               | Лондон, Велика Британія | 30 (q) | 7.47 м    |
| 2018 | Чемпіонат Європи              | Берлін, Німеччина       | 3      | 8.13 м    |
| 2019 | Чемпіонат Європи в приміщенні | Глазго, Велика Британія | 5      | 7.89 м    |